# Malacosteus
Malacosteus ist eine Gattung von Tiefseefischen aus der Familie der Stomiidae, Unterfam. Malacosteinae.

## Arten
Von vier ursprünglich beschriebenen Arten sind heute noch zwei gültig: Malacosteus niger, der mit Ausnahme des Mittelmeers weltweit in allen Ozeanen  zwischen 66° N und 30° S geographischer Breite in Tiefen von 500 bis 3900 Metern vorkommt, und Malacosteus australis, der zwischen 25° und 45° südlicher Breite in Tiefen von 500 bis 2000 Metern lebt. Die Arten unterscheiden sich unter anderem in der Anzahl ihrer Leuchtorgane. Im Atlantik und im Pazifik ersetzt M. australis südlich von 30° S seine Schwesterart. Im Indischen Ozean leben beide Arten sympatrisch.

## Merkmale

### Körper
Malacosteus-Arten haben einen schwarzen, langgestreckten, sich nach hinten verjüngenden Körper, der eine Länge von bis zu 25 Zentimetern erreichen kann. Ihre Haut ist dünn und schuppenlos. Rücken- und Afterflosse befinden sich weit hinten, kurz vor der kleinen Schwanzflosse. Die Rückenflosse wird von 18 bis 20, die Afterflosse von 19 bis 22 Flossenstrahlen gestützt. Brust- und Bauchflossen sind mittelgroß und werden von drei bis vier bzw. sechs Flossenstrahlen gestützt.

### Kopf
Der Kopf ist klein (7,8–12,3 % der Standardlänge), die Augen groß (4,3–6,9 % der Standardlänge). Die Schnauze ist kurz und stumpf, die Maulspalte groß – sie reicht bis weit hinter die Augen und kann ein Viertel der Körperlänge erreichen. Je eine einzige runde äußere Nasenöffnung befindet sich vor den Augen. Das Gaumenbein ist nicht verknöchert und zahnlos. Die Zähne im Oberkiefer sind winzig, die im Unterkiefer von unterschiedlicher Größe. Vorne im Unterkiefer befinden sich einige messerscharfe, vergrößerte und nach hinten gebogene Fangzähne, die eine Länge von 2,1 bis 7,5 Prozent der Standardlänge erreichen können. Alle Zähne sind unbeweglich und können nicht „eingeklappt“ werden. Am Unterkiefer tragen Malacosteus-Arten im Unterschied zu vielen anderen Arten der Stomiidae keine Bartel. Zwischen den Unterkieferästen befindet sich keine Mundbodenhaut. Die Anzahl der Branchiostegalstrahlen liegt bei sieben bis zehn. Zur Funktion des Kieferapparates s. Malacosteinae.

### Leuchtorgane

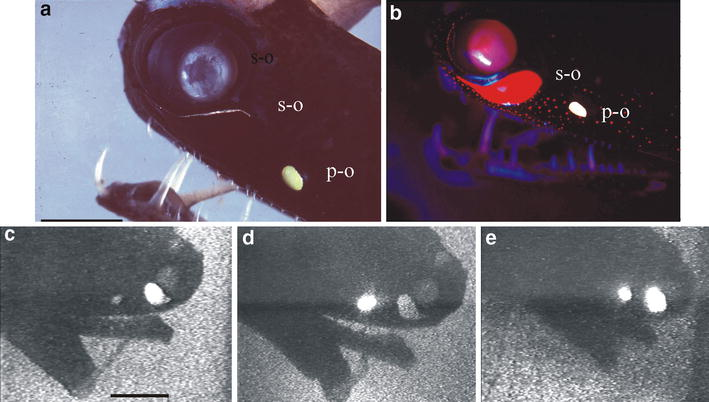
Die Leuchtorgane am Kopf von Malacosteus niger

Unterhalb der Augen befindet sich ein großes tränenförmiges Leuchtorgan, das rotes Licht emittiert (Erzeugung unklar!). Dahinter findet sich ein blaues Licht ausstrahlendes ovales Leuchtorgan, das bei männlichen Fischen größer als bei weiblichen ist. Ein winziges, weißes Licht emittierendes Leuchtorgan befindet sich zwischen den Augen und dem roten Leuchtorgan. Zwei Reihen von kleinen, weißen Leuchtorganen erstrecken sich entlang den Körperseiten.
Das rotes Licht emittierende, tränenförmige Leuchtorgan ist ungewöhnlich für Tiefseeorganismen und ein Alleinstellungsmerkmal der drei Malacosteinae-Gattungen. Alle drei Gattungen können Licht im roten Spektralbereich auch sehen, im Unterschied zu allen anderen Tiefseeorganismen. Bei Malacosteus niger wurden zwei spezielle Sehpigmente festgestellt, die Wellenlängen von  520 bis 540 nm wahrnehmen können, sowie ein weiteres Sehpigment, das ein Absorptionsmaximum bei 670 nm hat. So besteht für die drei Gattungen ein exklusives Lichtspektrum für die innerartliche Kommunikation. Möglicherweise erleichtert das rote Leuchtorgan auch die Nahrungssuche, indem potentielle Beute, bei Malacosteus vor allem Ruderfußkrebse (Copepoda), angestrahlt und wahrgenommen wird, ohne dass die Beutetiere dies bemerken.